# Carilau d'Esparta
Carilau o Caril·le  (en llatí Charilaus o Charillus, en grec antic Χαρίλαος, Χάριλλος "Kharílaos, Khárillos"), fou rei d'Esparta al segle VIII aC (entre els anys 780 a 750 aC). Era fill de Polidectes, el setè de la dinastia dels Euripòntides. Tradicionalment considerat successor d'Eunomos. Plutarc diu que va rebre el nom per la joia que sentia el poble de la justícia del seu oncle Licurg, quan en va comunicar el naixement al poble d'Esparta. Carilau es podria traduir per felicitat, gust, emoció.
Segons Plutarc les reformes de Licurg que inicialment van alarmar a Carilau, van tenir després la seva cooperació, però més endavant diu que el seu poder va perdre tot sentit quan Licurg va tornar de l'exili i va canviar la constitució. Segons Aristòtil el govern de Carilau considerat una tirania, va ser substituït per un govern aristocràtic.
Durant el seu regnat va estar molts anys en guerra amb Argos, i juntament amb el co-rei Arquelau d'Esparta, va destruir la ciutat fronterera d'Aegys que sospitava que es volia revoltar i aliar-se a Arcàdia. Va dirigir als espartans en la desastrosa batalla de Tegea en la que, segon Heròdot, fins i tot les dones de la ciutat van agafar les armes i van rebutjar l'atac espartà, i el mateix rei va ser fet presoner i només alliberat contra la promesa de no atacar mai més Tegea (que no va complir).
El va succeir el seu fill Nicandre d'Esparta.